# 平井美葉
平井 美葉（ひらい みよ、1999年12月11日 - ）は、日本の歌手、アイドル。女性アイドルグループBEYOOOOONDSのメンバー、SeasoningSのリーダー。
東京都出身。アップフロントプロモーション所属。

## 略歴
2016年
- 「モーニング娘。'16 『新世紀』オーディション」に応募するも、落選。

2017年
- 「ハロー!プロジェクト新メンバーオーディション」に応募するも、落選。

2018年
- 「ハロー!プロジェクト“ONLY YOU”オーディション」に応募し、BEYOOOOONDSに合格。
- 12月3日、山野ホールで開催されたファンクラブイベント『BEYOOOOONDS 〜冬の陣 ZIN〜』にて、小林萌花・里吉うたのとともに追加メンバーとしてお披露目。

2019年
- 8月7日、『眼鏡の男の子/ニッポンノD・N・A!/Go Waist』でBEYOOOOONDSとしてメジャーデビュー。

2021年
- 1月24日、BEYOOOOONDS内ユニットを平井、小林萌花、里吉うたのの3名で結成し、そのグループ名がSeasoningSに決定したこと、また、そのリーダーに就任することを発表。

2022年
- 1月28日、1st写真集『belles feuilles』を発売。

2023年
- 1月13日、Instagramを開設。
- 3月、大学を卒業。

2024年
- 4月10日、2nd写真集『be-lief』を発売。

## 人物
- メンバーカラーはパープル。血液型A型。
- 4歳からクラシックバレエを約14年間やっていた。大学入学後、ヒップホップのミドルスクールを始める。好きなダンサーは菅原小春。動きの一つ一つから音が出ているような、楽器のような踊りで、平井もそうしたスタイルを目指しているという[14]。
- 大学2年生の時に進級のための単位が難しいと判断したため、2019年途中から大学を1年間休学している（2021年9月時点で復学済み、2023年3月卒業）[15]。
- 宝塚が好きで、平井が大好きだという元雪組の壮一帆が出演していた『若き日の唄は忘れじ』を特に好きな演目として挙げている[16]。高校1年生の時に、宝塚音楽学校を受験している[17]。
- 『ROCK IN JAPAN FESTIVAL 2019』にモーニング娘。'19が出演した際、石田亜佑美が「泡沫サタデーナイト!」で披露したソロダンスの振付を担当[18]。これは、石田が平井に直接依頼したのだという[4]。
- 好きな漫画として『ポーの一族』、好きな映画には『レオン』『インターステラー』を挙げている。趣味は写真を撮ることや作詞・作曲で、YouTubeなどで公開されている著作権フリーのビートへ、メロディや歌詞などを当てはめるという方式で自作曲の練習をしている。なお、利き手は左手[4]。
- 中学1年生のころ、姉がモーニング娘。を好きだったことからMVなどを一緒に観るようになり、楽曲の印象やフォーメーションダンスの新鮮さから、アイドルではなく表現者として認識していた。フォーメーションダンスは全体が綺麗に揃っており、高品質な作品のような芸術性を感じ、表現者としてほかのアイドルよりも芸術的だと感じたハロプロでかっこいいアイドルになりたいと思い[17]、ハロプロに入るためにオーディションを受けてきた。目標の先輩は石田亜佑美（モーニング娘。）、野中美希（モーニング娘。）[19]。

## 出演

### テレビ
- ハロプロダンス学園（ダンスチャンネルby エンタメ〜テレ）[20]
  - シーズン1（2019年3月21日 - 6月6日）
  - シーズン2（2019年10月17日 - 2020年1月9日）
  - シーズン3（2020年5月21日 - 8月6日）
  - シーズン4（2020年10月15日 - 2021年1月21日）
  - シーズン5（2021年4月15日 - 7月15日）
  - シーズン6（2021年10月21日 - 2022年1月6日）
  - シーズン7（2022年4月21日 - 7月7日）
  - シーズン8（2022年10月20日 - 2023年1月5日）
  - シーズン9（2023年4月20日 - 7月6日）
  - シーズン10（2023年10月19日 - 2024年1月4日）
  - シーズン11（2024年4月18日 - 7月4日）
  - シーズン12（2024年10月17日 - ）
- 何でもない日（2022年11月18日、日本テレビ） - ナレーション[21]
- 今夜ファミレスで（2024年9月20日、日本テレビ） - ナレーション[22]

### ラジオ
- Fine!!「BEYOOOOONDS Oの数は5つです」（2020年4月1日 - 9月23日、TBSラジオ） - 島倉りかとともに毎回出演

### ライブ・コンサート
- 小片リサ「bon voyage!」（2022年5月25日・26日、COTTON CLUB / 6月11日・12日、松下IMPホール） - Support Dancerとして出演[23]
- M-line Special 2023 ～Magical Wish～（2023年8月31日、タワーホール船堀 大ホール） - ゲスト出演[24]

### イベント
- Hello! Project 25周年 モーニング娘。2期 保田圭・矢口真里Presents「2(に)」（2023年5月26日、I'M A SHOW）[25]
- 高橋愛バースデーイベント～もう、37だってばよ。14→37～（2023年9月18日、TOKYO FM ホール）
- 巣鴨警察署 X'mas防犯フェスタ（2023年12月14日、サンシャインシティ 噴水広場）
- ハロプロダンス学園シーズン12 公開収録イベント2024（2024年10月15日、江戸川区総合文化センター大ホール、1公演）[26]

### 舞台
- 全労済ホール/スペース・ゼロ提携公演 演劇女子部「不思議の国のアリスたち」（2019年4月18日 - 29日、全労済ホール/スペース・ゼロ） - スペード 役
- こくみん共済 coop ホール／スペース・ゼロ提携公演 演劇女子部「リボーン〜13人の魂は神様の夢を見る〜」（2019年11月14日 - 24日、こくみん共済 coop ホール／スペース・ゼロ） - レオナルド・ダ・ヴィンチ 役
- こくみん共済 coop ホール(全労済ホール)／スペース・ゼロ提携公演 演劇女子部「アラビヨーンズナイト」（2020年10月9日 - 18日、こくみん共済 coop ホール／スペース・ゼロ） - シンドバッド 役
- こくみん共済 coop ホール(全労済ホール)／スペース・ゼロ提携公演 演劇女子部「眠れる森のビヨ」（2021年4月16日 - 25日、こくみん共済 coop ホール／スペース・ゼロ） - ヒカル 役
- こくみん共済 coop ホール(全労済ホール)／スペース・ゼロ提携公演 演劇女子部「ビヨサイユ宮殿」（2022年11月11日 - 20日、こくみん共済 coop ホール／スペース・ゼロ） - ルソー 役
- 演劇女子部「ビヨスパイ～消えたアタッシュケース～」（2023年11月11日 - 19日、こくみん共済 coop ホール／スペース・ゼロ / 11月23日 - 26日、サンケイホールブリーゼ） - レン 役

## 書籍

### 写真集
- belles feuilles（2022年1月28日、オデッセー出版、撮影：下田直樹）ISBN 978-4-908643-71-2[10]
- be-lief（2024年4月10日、オデッセー出版、撮影：宮脇進）ISBN 978-4-908643-98-9[13]

## 参加ユニット
- BEYOOOOONDS（2018年 - ）
- SeasoningS（2021年 - ）
- ハロプロ・オールスターズ（2019年 - 2020年）
- スペシャルユニット
  - ハロー!プロジェクトダンスチーム→L!PP (from Hello! Project Dance Team)（2021年 - ）